# Сандитън
„Сандитън“ (на английски: Sanditon) е роман от английската писателка Джейн Остин.
Остин го започва през януари 1817 г., но го изоставя през март същата година. Романът остава незавършен. Черновата е озаглавена Братята, вероятно заради главните герои братя Паркър, но по-късно сем. Остин сменя заглавието на Сандитън.
Ръкописът съдържа 24 808 думи (12 глави), което го прави и най-дългият собственоръчно написан от Остин текст, оцелял до наши дни. Ръкописът е собственост на Кралския колеж (King's College) в Кеймбридж, а копие се пази и в Колежа на светия кръст (The College of the Holy Cross) в Устър, Масачузетс.